# Samos, Lugo
Samos là một đô thị ở tỉnh Lugo, cộng đồng tự trị Galicia, Tây Ban Nha.
Đô thị này cách Sarria 11 km, cách Lugo 45 km.

## Parroquia
| - Castroncán (Santa Marta) - Estraxiz (Santiago) - Formigueiros (Santiago) - Freixo (San Silvestre) - Frollais (San Miguel) - Gundriz (Santo André) - Loureiro (Santa María) - Lousada (San Martiño) - Montán (Santa María) - Pascais (Santalla) - Reiriz (Santo Estevo) - Renche (Santiago) | - Romelle (San Martiño) - Samos (Santa Xertrude) - San Cristovo de Lóuzara (San Cristovo) - San Cristovo do Real (San Cristovo) - San Mamede do Couto (San Mamede) - San Martiño do Real (San Martiño) - San Xil de Carballo (San Xil) - San Xoán de Lóuzara (San Xoán) - Santalla (San Xosé) - Suñide (Santa María) - Teibilide (San Xulián) - Zoó (Santiago) |